# FC Belgica
FC Belgica is een Belgische voetbalclub uit Edegem in de provincie Antwerpen. De club is in 1974 opgericht.

## Geschiedenis
De club werd oorspronkelijk opgericht in 1908 als Belgica FC Edegem, vanaf 1936 onder de naam KFC Belgica Edegem. De club beleefde haar hoogste successen in de periode 1930 tot 1940 waar de club in tweede klasse en zelfs 2 jaar in eerste klasse verbleef. Op 17 april 1966 fuseerde de club met KVV Edegem Sport. Op het ogenblik van de fusie waren beide clubs in derde provinciale actief. De nieuwe club ging verder onder het stamnummer 375 van Belgica en dit onder de naam KVV Belgica Edegem Sport.
In 1974 splitste de oudgedienden van KFC Belgica Edegem zich terug af van de fusieclub om op 17 april 1974 een nieuwe club te stichten onder de naam "FC Belgica" met terug de rood-groene clubkleuren van voorheen.
De damesploeg die bestond tot 2015 werd in 2018 terug heropgestart.
De club kwam uit in de Koninklijke Katholieke Sportfederatie van België, later Koninklijke Vlaamse Voetbalbond genoemd. Deze federatie ging in 2017 op in Voetbal Vlaanderen.

## Naamgeving
De club is genoemd naar de Belgica, het schip waarmee de Belgische ontdekkingsreiziger Adrien de Gerlache naar de Zuidpool voer en daar in 1898-1899 voor het eerst overwinterde.

## Stadion
De wedstrijden werden eerst afgewerkt op een gehuurd terrein aan de Terelststraat in Edegem. Vanaf 1975 vond de club een onderkomen op de terreinen gelegen aan de Molenlei in Edegem. Vanaf het seizoen 2016/2017 heeft de club, samen met voetbalclub Ostan, terug zijn onderkomen gevonden in het Vic Coveliersstadion in Edegem, waar de club tot aan de fusie speelde.